# بولشيفيك (مقاطعة موسكو)
بولشيفيك (بالروسية: Большевик) هي مدينة في مقاطعة موسكو أوبلاست في روسيا.